# Juskova Voľa
Juskova Voľa (allemand : Josephsthal bei Fröhnel) est un village de Slovaquie situé dans la région de Prešov.

## Histoire
Première mention écrite du village en 1390.

## Démographie

### Évolution de la population
| Année:               | 1994. | 2004.    | 2014.   | 2024.    |
| -------------------- | ----- | -------- | ------- | -------- |
| Nombre de personnes: | 278   | 315      | 320     | 287      |
| Différence:          |       | +13,30 % | +1,58 % | -10,31 % |

| Année:               | 2023. | 2024.   |
| -------------------- | ----- | ------- |
| Nombre de personnes: | 288   | 287     |
| Différence:          |       | -0,34 % |